# Crónicas de la amistad
The Cutie Mark Chronicles es un episodio de TV cuyo número de episodio es 23. Se emitió el 15 de abril de 2011 en Estados Unidos y el 5 de septiembre de 2012 en Hispanoamérica. En este episodio, las Cutie Mark Crusaders buscan a las seis ponis principales para preguntarles cómo consiguieron sus Cutie Marks.

## Resumen

### Prólogo
El episodio comienza cuando Apple Bloom, Scootaloo y Sweetie Belle intentan ir por la tirolesa en el bosque. Dado que la tensión de la cuerda es demasiado baja, pierde impulso y se amontonan en el centro, mientras que la fricción entre los mosquetones y la cuerda provocan que la cuerda se queme. Ellas se caen y se cubren de hojas de pino y maleza de árboles pegajosos, pero no consiguen sus cutie marks. Mientras ellas se limpian, se comprometen a pasar el resto del día investigando cómo los demás ponis obtienen sus cutie marks, una alternativa más segura para ir en aventuras. Scootaloo tiene la intención de obtener la historia de Rainbow Dash, porque Dash es "rápida, ruda, y no tiene miedo de nada" y choca las patas con sus amigas pero terminan pegadas, debido a Scootaloo no sé lavo las patas por estar hablando de Rainbow Dash.

### Applejack: La ciudad
Apple Bloom y Sweetie Belle pasean en un carro unido al scooter de Scootaloo para volver a Ponyville. De repente, tres conejos con manzanas cruzan el camino, y Scootaloo está obligada a detenerse. Resulta que Applejack quería atrapar a esas "sabandijas" ladronas de repente está aparece de un arbusto y termina chocando contra el scooter. Apple Bloom le pide a su hermana mayor la forma en que obtuvo su cutie mark y para decepción de Scootaloo que acepta de mala gana a escuchar la historia.
Applejack dice que cuando ella era una potranca, dejó Sweet Apple Acres para irse a la ciudad metropolitana de Manehatten para vivir una vida glamorosa. Su tía y su tío Orange la reciben y se divertían con ella diciendo que se convertiría en una "manehatteniense" en poco tiempo. Un pony le dice a Applejack su opinión por Manehatten. Applejack sonríe y dice:

"Es simplemente divina. [...] Aunque debo admitir que tardé en acostumbrarme al ruido de la ciudad. De donde vengo, las noches son tan tranquilas, que no se oye ni «pío» hasta que los gallos te levantan."(Latinoamerica)- "Oh pues divina[...]Aunque debo admitir que cuesta un poco acostumbrarme al ruido de la ciudad. De donde soy las noches son tan tranquilas que no se oye ni "mú" hasta que canta el gallo"(España)
Applejack pequeña

Los ponis de clase alta no tienen ni idea de lo que es un gallo. La cena está servida, evitando así la vergüenza de Applejack, pero en la cena solo hay unos pocos trozos desalentadores en el plato.
Mientras observa el sol levantarse a la mañana siguiente, ella menciona lo mucho que extraña a su familia y los huertos de manzana. En ese momento, ella escucha una fuerte explosión y ve una hermosa franja del arco iris en el cielo que va directo hacia su casa. Ella se da cuenta de que realmente pertenece en su casa en la granja. Con mucho gusto Applejack vuelve a la granja saludando a su abuela y su hermano, ahí da a la luz su cutie mark: un trío de manzanas rojas. Después Applejack sale corriendo para seguir persiguiendo a los conejos, y así Scootaloo y las demás ponis salen en busca de Rainbow Dash.

### Fluttershy: El jardín
Las Crusaders por poco colisionan contra Fluttershy, quién está guiando a unos patitos por el camino. Ella les dice que deberían tener más cuidado, y les pregunta por qué están tan de prisa. Cuando le dicen que están en camino de saber la historia de la cutie mark de Rainbow Dash, Fluttershy dice que adquirió su cutie mark gracias a Rainbow. Fluttershy recuerda que cuando era pequeña, era muy tímida y la pegaso más débil en su campamento de vuelo de verano. Después de fracasar en el intento de volar a través de unos anillos de nubes, dos pegasos masculinos comienzan a burlarse de ella. Fluttershy lo llama "el momento más humillante de su vida". De repente, Rainbow Dash aterriza en medio de Fluttershy y los pegasos, diciéndoles que la dejaran en paz. Los pegasos y Dash están de acuerdo con una carrera para determinar quién es "el mandamás". Fluttershy, de pie sobre una nube, ondea una bandera para iniciar la carrera. Los tres despegan, pero Fluttershy es golpeada fuera de la nube y comienza a caerse. Incapaz de volar, ella sigue cayendo hasta que aterriza sobre un denso enjambre de mariposas que la llevan suavemente al suelo. Ella nunca había estado cerca de la tierra antes y por lo que nunca había visto mariposas antes, pero ella las encuentra. Ella comienza a cantar para expresar su admiración por las pequeñas criaturas y lugares de interés en este nuevo mundo. Al final de la canción, hay una fuerte explosión en el cielo, acompañado de una enorme expansión de anillo de color arco iris. La explosión asusta a los animales y se esconden. Fluttershy calma amablemente a los animales temblorosos, descubriendo su capacidad innata de comunicarse con los animales en un "nivel distinto". De ahí, adquiere su cutie mark, tres mariposas rosadas.
Scootaloo quiere encontrar a Dash, ya que Fluttershy no atestiguó el resto de la carrera. Sweetie Belle propone que tal vez Rarity sabe. De alguna manera, terminan ayudando a Rarity. Al enterarse de su búsqueda continua de sus cutie marks, recuerda cuando obtuvo la suya.

### Rarity: La roca
Rarity dice que cuando ella era una potranca, ella fue la encargada de vestuario en una obra escolar. El día antes de la actuación, su profesora los llamó "muy bonitos", pero no eran lo suficientemente buenos para Rarity; tenían que ser espectaculares. En su taller, Rarity intenta cada truco que conocía, pero el vestuario no iba a funcionar. Se pregunta si su sueño de ser una diseñadora de modas se está disolviendo ante sus propios ojos. Su cuerno comienza a brillar intensamente y la arrastra a un área rocosa desierta, deteniéndose delante de una gran roca. Ella se indigna ante la posibilidad de que una roca tenga que ver con su destino y le grita a su cuerno. Ella se ve interrumpida por un anillo de arco iris explosivo, tal como el que Applejack y Fluttershy presenciaron. Las ondas expansivas dividieron la roca, revelando una cavidad llena de joyas multicolores. En la noche de la actuación, los bailarines llevan trajes deslumbrantes con las joyas que Rarity usó. La inspiración de Rarity, por no hablar de su nueva capacidad de rastrear joyas ocultas, adquiere su cutie mark, tres diamantes azules.
Scootaloo empuja a sus amigas fuera de la tienda, cansada de tantas historias "cursis" como la de Rarity. Ella espera encontrar a Dash y escuchar una historia más emocionante. Se encuentran con Twilight, sin embargo, terminan escuchando la suya.

### Twilight Sparkle: El examen
A pesar de que ella es una potranca, Twilight tuvo su don para la magia. Tras presenciar a la Princesa Celestia levantar el sol con su magia en la celebración del verano. Twilight se inspiró estudiando exhaustivamente sobre la magia. Se la ve en su habitación con un montón de libros, realizando magia por primera vez cuando ella es capaz de cambiar mágicamente las páginas de su libro. Sus padres la inscribieron en la escuela de Celestia para unicornios superdotados, en la cual tenía que aprobar un examen de admisión. El examen era eclosionar el huevo de un dragón mediante la magia. Bajo la vigilancia de los jueces, ella está demasiado estresada para lanzar un hechizo con éxito. Justo cuando se rinde y se disculpa por perder el tiempo a los jueces, oye un auge ensordecedor exterior. Inexplicablemente, se activa su magia y dirige su haz de magia hacia el huevo. El huevo eclosiona y revela a Spike cómo un bebé. Sin embargo, inmediatamente pierde el control, haciendo que sus ojos luzcan de color blanco. Magia y relámpagos llenan toda la habitación, levitando a los jueces, convirtiendo a sus padres en plantas, y haciendo a Spike gigante. En el exterior, la Princesa Celestia ve la cabeza de Spike que estalló a través del techo de la torre. Ella coloca su pata en Twilight y Twilight retira su magia y se disculpa profusamente. Celestia dice que nunca ha visto a una yegua con tal habilidad. Ella se ofrece a llevar a Twilight como su protegida personal para enseñarle a controlar su magia. Los padres de Twilight con entusiasmo estimulan a tomar la oferta y Twilight está encantada. Celestia señala que una cutie mark, una estrella de color violeta con 5 estrellas blancas que la rodean, acaba de aparecer en el costado de Twilight. Las Crusaders dejan a una Twilight alegre y saltando, subiéndose a su carro para encontrar a Dash, una vez más.

### Pinkie Pie: La fiesta
Pinkie Pie aparece inesperadamente dentro de su carro completo con un casco puesto. Se ofrece a decirles cómo obtuvo su cutie mark si se unían a ella en Sugarcube Corner, a lo que Scootaloo de mala gana acepta escucharla.
En un flashback, Pinkie aparece como una potranca, y viven en una granja de rocas con su familia fuera de Ponyville. Según ella, no había ninguna conversación y no sonreía, simplemente rocas. Un día, después de que su familia va dentro de su granero sin ella, se oye una explosión desde el cielo y ve un anillo arco iris. La ráfaga de viento encrespa su pelo lacio. El arco iris arquea a través del cielo y le da al mundo gris alrededor color y ella siente "una alegría que nunca había sentido antes". Ella está tan abrumada que ella desea "sonreír para siempre" y, más aún, pretende distribuir esta felicidad. Al día siguiente, mientras su familia se dirige a mover las rocas del campo sur, escuchan la música amortiguada desde el silo, y Pinkie Pie los invita a entrar. Su madre la llama por su nombre completo: "Pinkamena Diane Pie". En el interior hay decoraciones de fiesta, globos, serpentinas, música y pastel. Al principio, la familia parece completamente fuera de su elemento y sorprendidos por esta "fiesta". Sus rostros inexpresivos comienzan a cambiar ya que sus bocas se menean... y finalmente rompen en grandes sonrisas. Pinkie exclama "¡Estoy muy feliz!" Mientras baila con su familia, aparece su cutie mark, dos globos de color azul y uno amarillo.
De vuelta al presente, las Cutie Mark Crusaders y Pinkie llegan a Sugarcube Corner. Pinkie termina su relato diciendo: "¡Y así fue como se hizo Equestria!" y dice que ella les contaría su historia de como obtuvo su cutie mark de regreso a casa. Sweetie Belle le asegura a Scootaloo que Pinkie solo está "siendo Pinkie". Las Cutie Mark Crusaders finalmente encuentran a Rainbow Dash, que está con sus amigas. Habiendo oído hablar de los intereses de las potrancas por su cutie mark, Dash les cuenta su historia.

### Rainbow Dash: La carrera
Teniendo lugar donde quedó Fluttershy con su historia, Dash y los dos pegasos comenzaron su carrera. Ellos tenían que volar a través de los anillos de nubes hacia la línea de meta. Rainbow Dash ya estaba a la cabeza, y luego uno de los pegasos se estrella en un pilar de nubes. Dash fue golpeada por el otro pegaso y se desvió de su curso, pero lo alcanzó y tomó la delantera de nuevo. Ella le dice a las Cutie Mark Crusaders sobre cómo encontró un amor por la adrenalina y la emoción de ganar tanta velocidad. Su deseo de ganar la ayudó a vencer a los pegasos, y sobre todo, realizar el truco final que sólo fue dicho en las leyendas, la Rain-Plosión Sónica. Ella ganó la carrera, y adquirió su cutie mark: Una nube con un rayo arco iris.

### La gran coincidencia
En cuanto termina la historia, las amigas de Dash de pronto recuerdan haber escuchado, o visto, esa misma explosión de sus historias. Con el tiempo, se forma una epifanía: La carrera de Dash llevó a la inspiración de sus metas y Rainbow ayudó a las 5 ponis a adquirir sus cutie marks. Ellas creyeron que estaban destinadas a ser amigas, incluso antes de que se conocieran. Ellas se reúnen para un abrazo grupal, mientras que Apple Bloom y Sweetie Belle jalan a una renuente Scootaloo para un abrazo grupal entre las 3 potrillas. Como Fluttershy propone cantar otra canción, Scootaloo grita de desesperación.
Al final del día, Spike escribe el último informe de Twilight de cómo puede haber una conexión entre otras personas, incluso antes de conocerse, mientras que sarcásticamente Spike comenta sobre la cursilería de la carta de Twilight. Ella simplemente responde: "Sólo escríbelo, Spike."
- Datos: Q7728521